# 1554
Het jaar 1554 is het 54e jaar in de 16e eeuw volgens de christelijke jaartelling.

## Gebeurtenissen
januari
- 6 - De graaf van Egmont treedt in Londen op als plaatsvervangende bruidegom bij het huwelijk van Filips II van Spanje met Maria I van Engeland.
- 25 - São Paulo (Brazilië) wordt gesticht.
- januari - Bij de stadsbrand van Eindhoven gaat een groot deel van dit stadje verloren.

februari
- 12 - In de Tower of London worden lady Jane Grey en haar echtgenoot Guilford Dudley terechtgesteld.

maart
- 16 - Filips II van Nassau-Saarbrücken doet afstand ten gunste van zijn broers Johan III en Adolf.
- De Engelse prinses Elizabeth wordt opgesloten in de Tower op verdenking van samenzwering met Thomas Wyatt.

april
- 11 Thomas Wyatt wordt na een mislukte greep naar de macht terechtgesteld.

mei
- 18 - Een brandende zoutkeet bij straffe noordooster wind veroorzaakt de stadsbrand van Goes.

juni
- 15 - Inzegening van het huwelijk van Filips en Mary door bisschop Stephen Gardiner, kanselier van Engeland.
- De Act of Supremacy uit 1534 wordt teruggedraaid door koningin Mary Tudor, een overtuigd katholiek.

juli
- 15 - Roermond wordt getroffen door een stadsbrand. Er vallen 13 doden en van de circa 1300 huizen zijn er circa 950 afgebrand. Ook het Kartuizerklooster Bethlehem wordt getroffen.
- 21 - De Franse troepen vallen Binche en Mariemont binnen, waar de kastelen van Maria van Hongarije in brand worden gestoken.

december
- 20 - De Spaanse en Nederlandse troonopvolger Filips II benoemt de Utrechtenaar Antoon Mor tot hofschilder.

zonder datum
- Er wordt in Amsterdam een bedrijf gesticht dat zich bezighoudt met zeepbereiding: De Vergulde Hand.
- Koning Hendrik II van Frankrijk valt de Habsburgse Nederlanden binnen. Zijn leger neemt het uitstekend versterkte vestingstadje Mariembourg in, en dringt door tot in Dinant, waar het tot staan kan worden gebracht. 
 Een tegenaanval verjaagt de Fransen uit Henegouwen: het is de laatste veldtocht van de zieke keizer Karel V.
- Filips I van Nassau-Wiesbaden doet afstand ten gunste van zijn zoons Filips II en Adolf IV. Filips II krijgt Wiesbaden, en Adolf IV krijgt Idstein.
- Het stadsbestuur van Montfoort laat de Kaart met een ontwerp voor een scheepvaartverbinding tussen Montfoort en Amsterdam maken naar aanleiding van plannen voor een kanaal tussen Amsterdam en Montfoort. Wegens geldgebrek wordt dit kanaal niet uitgevoerd.

## Beeldende kunst

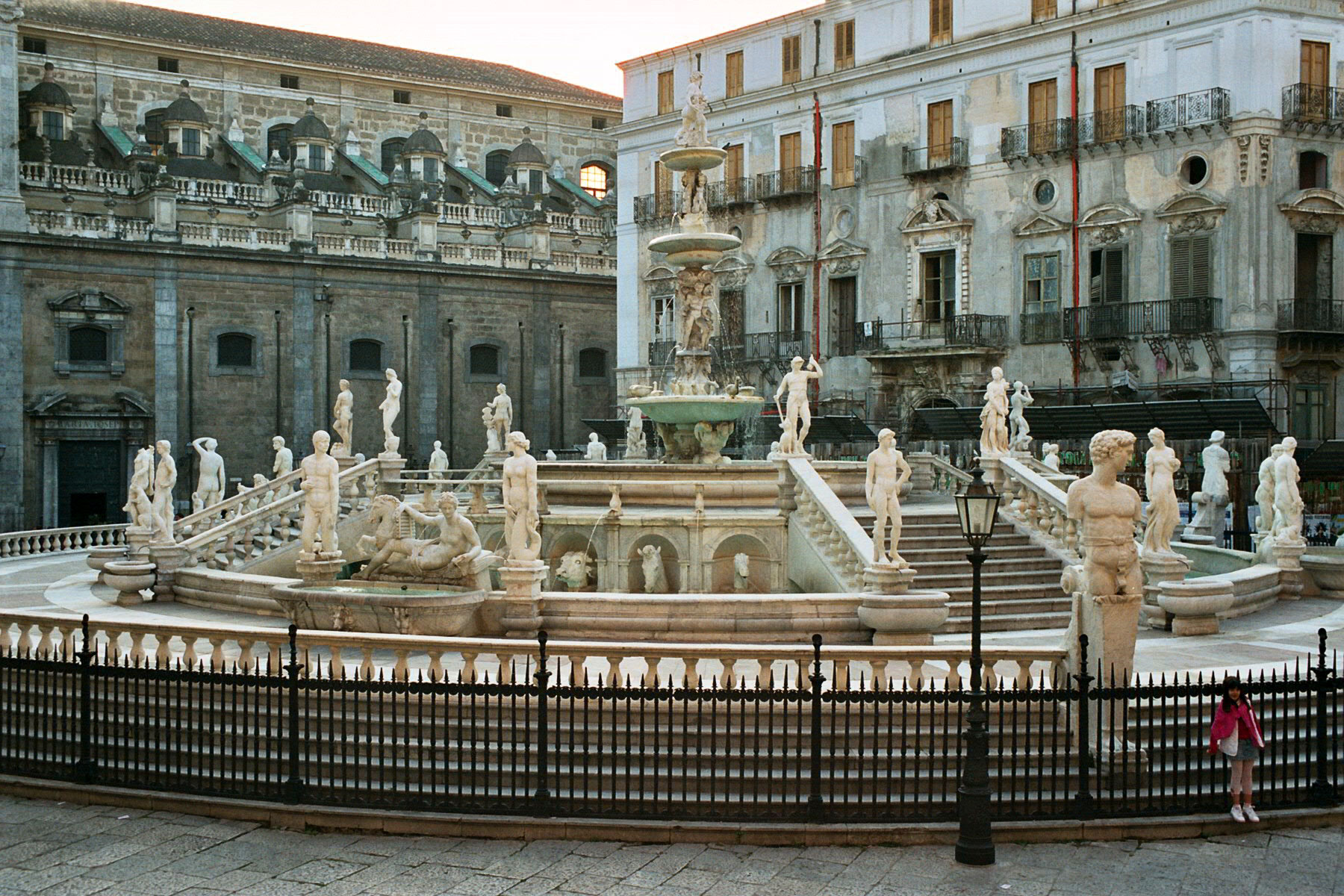
Fontana Pretoria, Palermo (1554)

## Bouwkunst

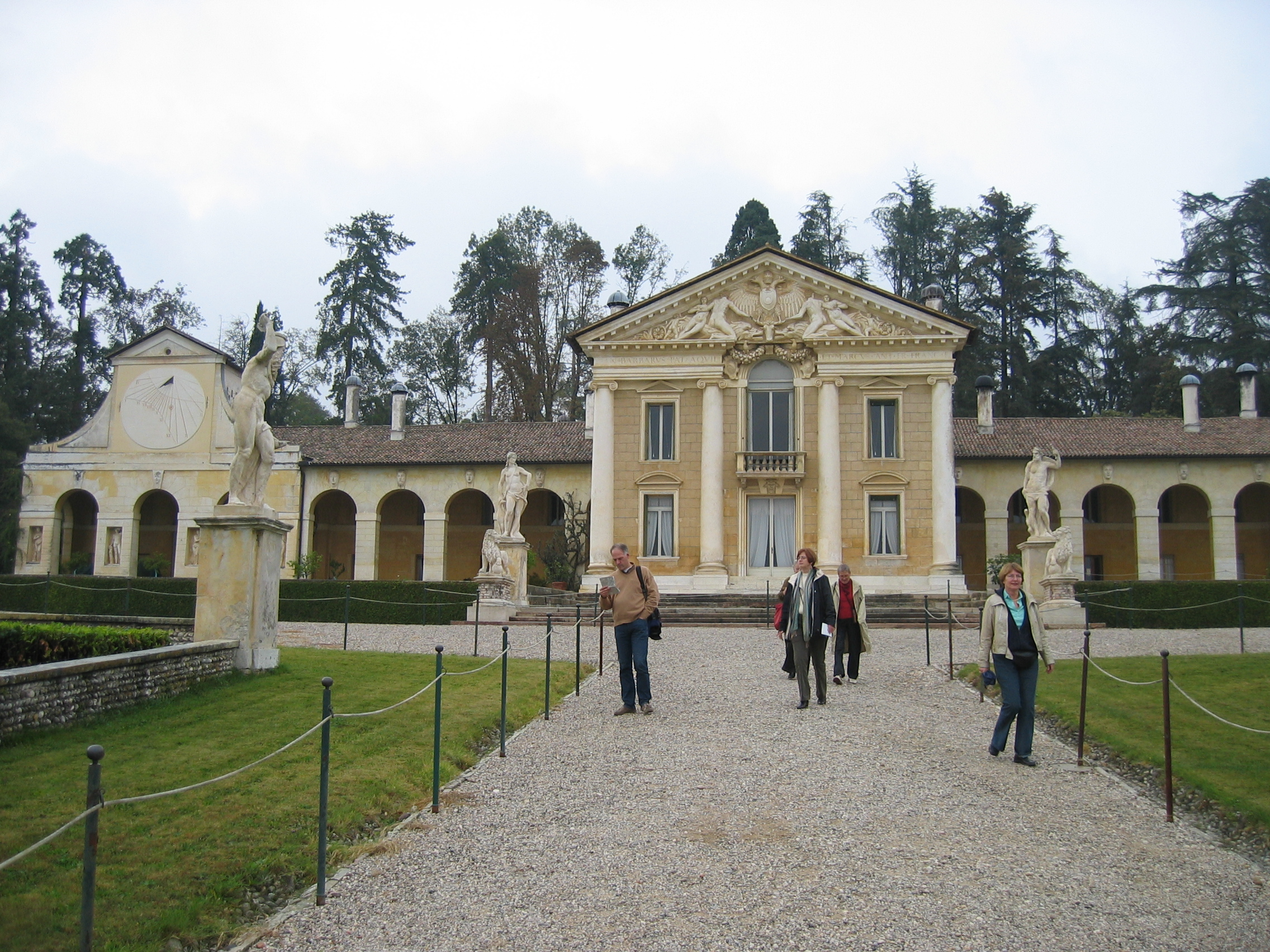
Villa Barbaro (1554) Andrea Palladio, Maser (Italië)
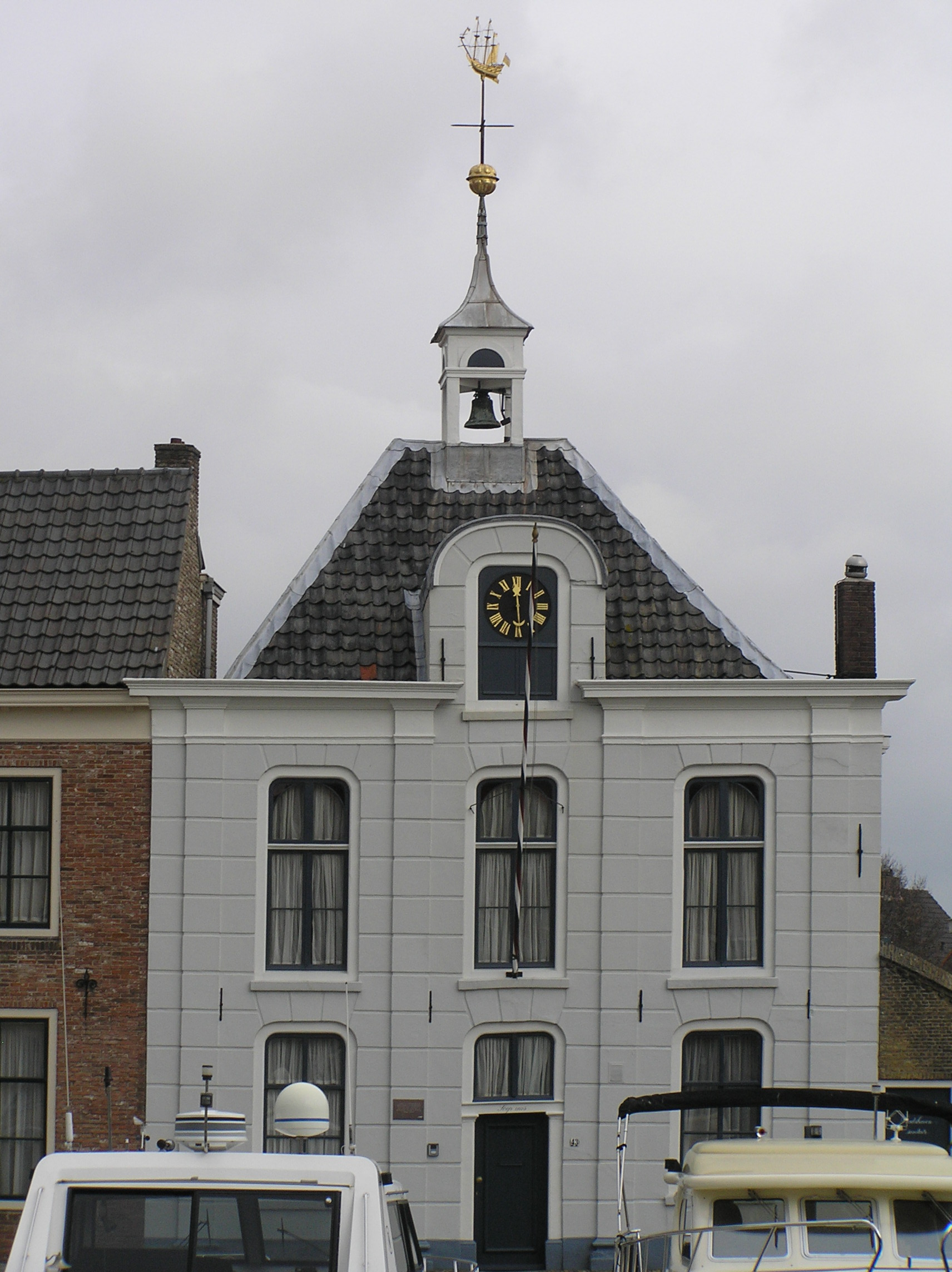
't Soepuus, Goes (1554)

## Geboren
januari
- 1 - Lodewijk van Württemberg, hertog (overleden 1593)
- 9 - Paus Gregorius XV (overleden 1623)

maart
- 18 - Josias I van Waldeck-Eisenberg, Duits graaf (overleden 1588)

november
- 30 - Philip Sidney, Engels dichter en diplomaat (overleden 1586)

datum onbekend
- Walter Raleigh, Brits schrijver, dichter, spion en ontdekker (overleden 1618)
- Francis Throckmorton, Engels samenzweerder (overleden 1584)

## Overleden
februari
- 6 - Arnold von Bruck (~54), Nederlandse polyfonist
- 12 - Jane Grey (16), koningin van Engeland voor een paar dagen, wordt onthoofd

maart
- 3 - Johan Frederik I van Saksen (50), keurvorst van Saksen en hertog van Saksen

juni
- 19 - Filips II van Nassau-Saarbrücken (44), graaf van Saarbrücken en Saarwerden